# Peloconus
Peloconus – rodzaj chrząszczy z rodziny kózkowatych i podrodziny zgrzypikowych.

## Zasięg występowania
Przedstawiciele tego rodzaju występują w Afryce Subsaharyjskiej od Demokratycznej Republiki Konga na północy po RPA na południu.

## Systematyka
Do Peloconus należą 2 gatunki:
- Peloconus junodi
- Peloconus teocchii